# Squadra europea di Laver Cup
La squadra europea di Laver Cup, nota anche come Team Europe, è la squadra di tennis che rappresenta l'Europa nella Laver Cup, a partire dal 2017, sfidando la squadra del resto del mondo.
Ha vinto la coppa per 5 volte, l'ultima delle quali nel 2024

## Palmarès
- Laver Cup: 5

2017, 2018, 2019, 2021 2024

## Statistiche

### Partecipazioni per nazione
| Nazione     | Totale |
| ----------- | ------ |
| Germania    | 4      |
| Svizzera    | 4      |
| Spagna      | 3      |
| Grecia      | 3      |
| Italia      | 3      |
| Regno Unito | 3      |
| Austria     | 2      |
| Russia      | 2      |
| Serbia      | 2      |
| Norvegia    | 2      |
| Belgio      | 1      |
| Bulgaria    | 1      |
| Croazia     | 1      |
| Rep. Ceca   | 1      |

### Statistiche giocatori
| Naz.                   | Tennista           | Periodo        | Edizioni |
| ---------------------- | ------------------ | -------------- | -------- |
| Germania (bandiera)    | Alexander Zverev   | 2017-2019 2021 | 4        |
| Svizzera (bandiera)    | Roger Federer      | 2017-2019 2022 | 4        |
| Spagna (bandiera)      | Rafael Nadal       | 2017-2019 2022 | 3        |
| Grecia (bandiera)      | Stefanos Tsitsipas | 2019 2021-2022 | 3        |
| Austria (bandiera)     | Dominic Thiem      | 2017 2019      | 2        |
| Serbia (bandiera)      | Novak Đoković      | 2018 2022      | 2        |
| Italia (bandiera)      | Matteo Berrettini  | 2021-2022      | 2        |
| Norvegia (bandiera)    | Casper Ruud        | 2021-2022      | 2        |
| Belgio (bandiera)      | David Goffin       | 2018           | 1        |
| Bulgaria (bandiera)    | Grigor Dimitrov    | 2018           | 1        |
| Croazia (bandiera)     | Marin Čilić        | 2017           | 1        |
| Italia (bandiera)      | Fabio Fognini      | 2019           | 1        |
| Rep. Ceca (bandiera)   | Tomáš Berdych      | 2017           | 1        |
| Regno Unito (bandiera) | Kyle Edmund        | 2018           | 1        |
| Russia (bandiera)      | Daniil Medvedev    | 2021           | 1        |
| Russia (bandiera)      | Andrej Rublëv      | 2021           | 1        |
| Regno Unito (bandiera) | Andy Murray        | 2022           | 1        |
| Regno Unito (bandiera) | Cameron Norrie     | 2022           | 1        |

## Squadra attuale
Lista dei 6 tennisti convocati da Björn Borg per la Laver Cup 2024.
| Europa                        | Europa |
| ----------------------------- | ------ |
| Capitano: Björn Borg          |        |
| Vice-capitano: Thomas Enqvist |        |
| Giocatore                     | Rank   |
| Alexander Zverev              | 2      |
| Carlos Alcaraz                | 3      |
| Daniil Medvedev               | 5      |
| Casper Ruud                   | 9      |
| Grigor Dimitrov               | 10     |
| Stefanos Tsitsipas            | 12     |